# Johann Urb
Johann Urb (* 24. Januar 1977 in Tallinn, Estnische SSR) ist ein estnischer Schauspieler.

## Biografie
Johann Urb wurde als Sohn des Musikers Tarmo Urb und dessen Frau Maris geboren. Im Alter von zehn Jahren zog seine Familie nach Finnland, wo er bis zu seinem Schulabschluss blieb. Als er 17 Jahre alt war, ging er in die Vereinigten Staaten, wo er einen Modelvertrag bei Ford Models erhielt und eine Schauspielausbildung am Lee Strasberg Theatre and Film Institute begann.
Seine erste Rolle spielte er in Ben Stillers Film Zoolander. Es folgten Gastauftritte in Fernsehserien wie CSI: Miami und Kate Fox & die Liebe sowie eine Nebenrolle in der kurzlebigen Serie The Mountain. Urb spielte in der Folgezeit weitere kleinere Rollen in verschiedenen Filmen und Fernsehserien. Größere Bekanntheit erlangte er durch die Filme Zimmer 1408 und Roland Emmerichs 2012.
Von 2007 bis 2009 war er mit Erin Axtell verheiratet.

## Filmografie (Auswahl)
- 2001: Zoolander
- 2003: Fear of Feathers
- 2004: CSI: Miami (Fernsehserie, Folge 2x15 Stalkerazzi)
- 2005: Love’s Long Journey
- 2005: Ehe ist… (’Til Death, Fernsehserie, Folge 1x04)
- 2006: Entourage (Fernsehserie, Folge 3x19 Vegas Baby, Vegas!)
- 2006: All In – Pokerface (All In)
- 2006: Life Happens
- 2007: Dirt (Fernsehserie, fünf Folgen)
- 2007: Zimmer 1408 (1408)
- 2008: One Tree Hill (Fernsehserie, Folge 5x01 4 Years, 6 Months, 2 Days)
- 2008: Knight Rider (Fernsehserie, Folge 1x03 Knight of the Iguana)
- 2008: The Hottie & the Nottie – Liebe auf den zweiten Blick (The Hottie & the Nottie)
- 2008: Strictly Sexual
- 2008: Toxic
- 2009: Eastwick (Fernsehserie, elf Folgen)
- 2009: 2012
- 2011: Kein Mittel gegen Liebe (A Little Bit of Heaven)
- 2011: The Glades (Fernsehserie, Folge 2x11 Beached)
- 2011: L.A. Love Story (Dorfman In Love)
- 2012: Resident Evil: Retribution
- 2013: CSI: NY (Fernsehserie, Folge 9x13)
- 2013: Californication (Fernsehserie, drei Folgen)
- 2014: Navy CIS (NCIS, Fernsehserie, zwei Folgen)
- 2015: Normandie – Die letzte Mission (The Last Rescue)
- 2015: Agent X (Fernsehserie, Folge 1x08)
- 2016: Royal Pains (Fernsehserie, Folge 8x04)
- 2017–2018: Arrow (Fernsehserie, 5 Folgen)
- 2020: Anti-Life – Tödliche Bedrohung (Breach)
- 2020: The Deep Ones